# Del Amitri
Del Amitri ist eine schottische Rockband, die 1980 in Glasgow von dem Sänger und Songwriter Justin Currie und dem Gitarristen Iain Harvie gegründet wurde. Del Amitri verkauften im Lauf ihrer Karriere etwa 6 Mio. Alben (Stand 2020).

## Werdegang
Die Band ist für eingängige Melodien, durchdachte Arrangements und berührende, oftmals melancholische Texte, vor allem aber die durchdringende, melancholische Stimme des Frontmannes bekannt. Als Duo machten Currie und Harvie mit Sense Sickness 1982 ihre erste Singleaufnahme und veröffentlichten sie über ein lokales Indie-Label. Über die Bedeutung des Bandnamens gibt es diverse Mutmaßungen, bis hin zu der Annahme, es sei einfach eine angenehme Aneinanderreihung von Silben, die die Bandmitglieder gut fanden. Im Klappentext eines der Alben heißt es dazu: But if you ask what the name means – expect violence! („Aber wenn du fragst, was der Bandname bedeutet – erwarte Gewalt!“). Sie erweiterten die Band um den Gitarristen Bryan Tolland und den Schlagzeuger Paul Tyagi und machten sich mit Auftritten einen Namen. Das Label Chrysalis wurde auf sie aufmerksam und brachte 1985 ihr Debütalbum mit dem Bandnamen als Titel heraus, ein lautes, aggressives Werk, in dem einzig die Stimme des Frontsängers hervorstach. Mit ihrer Country-Folk-Ausrichtung der New-Wave-Musik fanden sie aber weder bei Kritikern noch bei Käufern genug Anklang, das Album floppte und das Label ließ sie wieder fallen.
Daraufhin verließen Tolland und Tyagi die Band. Mit David Cummings als Gitarrist und Brian McDermott als Schlagzeuger und Andy Alston zusätzlich als Keyboarder machten Del Amitri einen Neuanfang und finanzierten sich selbst eine Tour durch die Vereinigten Staaten. Dort fanden sie mit A&M ein neues Label. Mit dem zweiten Album Waking Hours gelang ihnen dann 1989 der Durchbruch. In den USA kam es in die Top 100 der Albumcharts, in Großbritannien erreichten sie die Top 10 und bekamen eine Platinauszeichnung. Kiss This Thing Goodbye und Nothing Ever Happens waren zwei Hits aus dem Album, die sie auch international bekannt machten.
Das zweite A&M-Album Change Everything war 1992 zwar in Übersee nicht mehr so erfolgreich, es erreichte aber Platz 2 der UK-Charts und platzierte sich auch in anderen europäischen Ländern in den Charts, unter anderem in Deutschland und der Schweiz. Das darauf enthaltene Lied Always the Last to Know war ihr international erfolgreichster Hit. Mit dem nächsten Album Twisted, das wie der Vorgänger in UK Goldstatus erreichte, konnten sie 1995 nahtlos an den Erfolg anknüpfen und mit dem Song Roll to Me schafften sie es sogar in die Top 10 der US-Singlecharts.
Das 1997 erschienene Album Some Other Suckers Parade war zwar für sich gesehen erfolgreich, schaffte es jedoch nicht, eine radiotaugliche Single hervorzubringen und blieb deshalb hinter den Vorgängern zurück. Im Jahr darauf kam das erste Best-of-Album mit ihren erfolgreichsten Singles heraus. Hatful of Rain erreichte Platz 5 in ihrer Heimat und brachte ihnen zum zweiten Mal Platin. Dazu erschien auch eine Zusammenstellung der Single-B-Seiten unter dem Titel Lousy with Love, die aber nicht in die Charts kam. Der Song Tell Her This war außerdem in der zweiten Staffel der amerikanischen Fernsehserie Scrubs – Die Anfänger als Abschlussmelodie zu hören.
Ende der 1990er ging A&M im Konzern Universal auf und Del Amitri kam zu Mercury. Ihr nächstes Album mit neuem Material mit dem Titel Can You Do Me Good? erschien erst nach fünfjähriger Pause 2002. Erstmals verpassten sie damit deutlich die Top 10 in Großbritannien und kamen darüber hinaus nur noch in Deutschland in die Charts. Nur eine Single wurde ausgekoppelt und Just Before You Leave schaffte es gerade noch in die Top 40. Nicht lange danach wurde die Band von ihrer Plattenfirma fallengelassen und daraufhin von Currie und Harvie „in verlängerten Kälteschlaf versetzt“ (Currie).
Vom 22. Januar (Glasgow) bis zum 7. Februar 2014 (im Apollo Hammersmith in London) spielten Currie und Harvie 13 Gigs in Schottland und England. Der Name der Tournee war The A to Z of Us. Am 20. Oktober 2014 erschien die Live-Doppel-CD Into the Mirror, das erste Livealbum von Del Amitri. Das Album enthält 23 Tracks und wurde über das selbstgegründete Label Heard Through a Wall (benannt nach dem ersten Track auf dem ersten Album) veröffentlicht.
2020 fanden Aufnahmen für ein siebtes Studioalbum in den Vada Studios, Worcestershire statt.
Im November 2020 veröffentlichte die Band die Single Close Your Eyes and Think of England, im Februar 2021 die Single It’s Feelings. Ihr siebtes Studioalbum mit dem Titel Fatal Mistakes wurde am 28. Mai 2021 veröffentlicht, nachdem die Band am 5. Mai 2020 bei Cooking Vinyl einen neuen Plattenvertrag unterschrieben hatte.

## Diskografie

### Alben
| Jahr | Titel Musiklabel                            | Höchstplatzierung, Gesamtwochen, AuszeichnungChartplatzierungen (Jahr, Titel, Musiklabel, Platzierungen, Wochen, Auszeichnungen, Anmerkungen) | Höchstplatzierung, Gesamtwochen, AuszeichnungChartplatzierungen (Jahr, Titel, Musiklabel, Platzierungen, Wochen, Auszeichnungen, Anmerkungen) | Höchstplatzierung, Gesamtwochen, AuszeichnungChartplatzierungen (Jahr, Titel, Musiklabel, Platzierungen, Wochen, Auszeichnungen, Anmerkungen) | Höchstplatzierung, Gesamtwochen, AuszeichnungChartplatzierungen (Jahr, Titel, Musiklabel, Platzierungen, Wochen, Auszeichnungen, Anmerkungen) | Höchstplatzierung, Gesamtwochen, AuszeichnungChartplatzierungen (Jahr, Titel, Musiklabel, Platzierungen, Wochen, Auszeichnungen, Anmerkungen) | Anmerkungen                                                  |
| Jahr | Titel Musiklabel                            | DE | AT | CH | UK | US | Anmerkungen                                                  |
| ---- | ------------------------------------------- | --- | --- | --- | --- | --- | ------------------------------------------------------------ |
| 1985 | Del Amitri Chrysalis                        | — | — | — | — | — |                                                              |
| 1989 | Waking Hours A&M                            | — | — | — | UK6 Platin · (45 Wo.)UK | US95 (19 Wo.)US | Erstveröffentlichung: 31. Juli 1989                          |
| 1992 | Change Everything A&M                       | DE86 (2 Wo.)DE | — | CH37 (3 Wo.)CH | UK2 Gold · (20 Wo.)UK | US178 (3 Wo.)US | Erstveröffentlichung: 1. Juni 1992                           |
| 1995 | Twisted A&M                                 | DE69 (7 Wo.)DE | — | CH36 (4 Wo.)CH | UK3 Gold · (37 Wo.)UK | US170 (8 Wo.)US | Erstveröffentlichung: 24. Februar 1995                       |
| 1997 | Some Other Suckers Parade A&M               | DE81 (1 Wo.)DE | — | CH46 (2 Wo.)CH | UK6 (6 Wo.)UK | US160 (1 Wo.)US |                                                              |
| 1998 | The Best Of Del Amitri – Hatful of Rain A&M | — | — | — | UK5 Platin · (14 Wo.)UK | — | Erstveröffentlichung: 14. September 1998 Greatest-Hits-Album |
| 2002 | Can You Do Me Good Mercury                  | DE89 (1 Wo.)DE | — | CH74 (2 Wo.)CH | UK30 (4 Wo.)UK | — |                                                              |
| 2014 | Into the Mirror Heard Through a Wall        | — | — | — | UK75 (1 Wo.)UK | — | Livealbum                                                    |
| 2021 | Fatal Mistakes Cooking Vinyl                | DE34 (1 Wo.)DE | AT59 (1 Wo.)AT | CH20 (1 Wo.)CH | UK5 (1 Wo.)UK | — | Erstveröffentlichung: 28. Februar 2021                       |

Weitere Alben
- 1998: Lousy with Love – The B-Sides (Kompilation)
- 2003: 20th Century Masters – The Millennium Collection (Best-of-Album)
- 2007: Collection (Kompilation)

### Singles
| Jahr | Titel Album                                  | Höchstplatzierung, Gesamtwochen, AuszeichnungChartplatzierungen (Jahr, Titel, Album, Platzierungen, Wochen, Auszeichnungen, Anmerkungen) | Höchstplatzierung, Gesamtwochen, AuszeichnungChartplatzierungen (Jahr, Titel, Album, Platzierungen, Wochen, Auszeichnungen, Anmerkungen) | Höchstplatzierung, Gesamtwochen, AuszeichnungChartplatzierungen (Jahr, Titel, Album, Platzierungen, Wochen, Auszeichnungen, Anmerkungen) | Höchstplatzierung, Gesamtwochen, AuszeichnungChartplatzierungen (Jahr, Titel, Album, Platzierungen, Wochen, Auszeichnungen, Anmerkungen) | Höchstplatzierung, Gesamtwochen, AuszeichnungChartplatzierungen (Jahr, Titel, Album, Platzierungen, Wochen, Auszeichnungen, Anmerkungen) | Anmerkungen |
| Jahr | Titel Album                                  | DE | AT | CH | UK | US | Anmerkungen |
| ---- | -------------------------------------------- | --- | --- | --- | --- | --- | --- |
| 1989 | Kiss This Thing Goodbye Waking Hours         | — | — | — | UK43 (8 Wo.)UK | US35 (11 Wo.)US | Erstveröffentlichung: 31. Juli 1989 Autoren: Justin Currie, Iain Harvie, Mick Slaven Höchstplatzierung UK und Charteintritt US erst 1990 nach Wiederveröffentlichung |
| 1989 | Stone Cold Sober Waking Hours                | — | — | — | UK90 (2 Wo.)UK | — | Autor: Justin Currie |
| 1989 | Nothing Ever Happens Waking Hours            | — | — | — | UK11 Silber · (9 Wo.)UK | — | Erstveröffentlichung: 1. Dezember 1989 Autor: Justin Currie |
| 1990 | Move Away Jimmy Blue Waking Hours            | — | — | — | UK36 (6 Wo.)UK | — | Erstveröffentlichung: 28. Mai 1990 Autoren: Justin Currie, Iain Harvie                                                                                               |
| 1990 | Spit in the Rain Hatful of Rain              | — | — | — | UK21 (6 Wo.)UK | — | Erstveröffentlichung: 22. Oktober 1992 Autor: Justin Currie |
| 1992 | Always the Last to Know Change Everything    | DE56 (10 Wo.)DE | — | — | UK13 (7 Wo.)UK | US30 (17 Wo.)US | Erstveröffentlichung: 27. April 1992 Autor: Justin Currie |
| 1992 | Be My Downfall Change Everything             | — | — | — | UK30 (4 Wo.)UK | — | Erstveröffentlichung: 29. Juni 1992 Autor: Justin Currie |
| 1992 | Just like a Man Change Everything            | — | — | — | UK25 (4 Wo.)UK | — | Autoren: Justin Currie, Iain Harvie |
| 1993 | When You Were Young Change Everything        | — | — | — | UK20 (3 Wo.)UK | — | Erstveröffentlichung: 11. Januar 1993 Autor: Justin Currie |
| 1995 | Here and Now Twisted                         | — | — | — | UK21 (4 Wo.)UK | — | Autoren: Justin Currie, Iain Harvie |
| 1995 | Driving with the Brakes On Twisted           | — | — | — | UK18 (5 Wo.)UK | — | Erstveröffentlichung: 17. April 1995 Autor: Justin Currie |
| 1995 | Roll to Me Twisted                           | — | — | — | UK22 (4 Wo.)UK | US10 (36 Wo.)US | Autor: Justin Currie |
| 1995 | Tell Her This Twisted                        | — | — | — | UK32 (2 Wo.)UK | — | Autor: Justin Currie |
| 1997 | Not Where It’s At Some Other Sucker’s Parade | — | — | — | UK21 (4 Wo.)UK | — | Autor: Justin Currie |
| 1997 | Some Other Sucker’s Parade                   | — | — | — | UK46 (2 Wo.)UK | — | Autoren: Justin Currie, Jon McLoughlin |
| 1998 | Don’t Come Home Too Soon Hatful of Rain      | — | — | — | UK15 (7 Wo.)UK | — | Autor: Justin Currie |
| 1998 | Cry to Be Found Hatful of Rain               | — | — | — | UK40 (2 Wo.)UK | — | Autoren: Justin Currie, Iain Harvie |
| 2002 | Just Before You Leave Can You Do Me Good?    | — | — | — | UK37 (2 Wo.)UK | — | Autoren: Justin Currie, Iain Harvie |

Weitere Singles
- 1983: Sense Sickness / The Difference Is
- 1985: Sticks and Stones Girl / This King Is Poor
- 1985: Hammering Heart / Lines Running North

## Auszeichnungen für Musikverkäufe
| Platin-Schallplatte - Australien - 1990: für das Album Waking Hours |

Anmerkung: Auszeichnungen in Ländern aus den Charttabellen bzw. Chartboxen sind in ebendiesen zu finden.
| Land/RegionAuszeichnungen für Musikverkäufe (Land/Region, Auszeichnungen, Verkäufe, Quellen) | Silber  | Gold     | Platin     | Verkäufe  | Quellen     |
| -------------------------------------------------------------------------------------------- | ------- | -------- | ---------- | --------- | ----------- |
| Australien (ARIA)                                                                            | —       | —        | Platin1    | 70.000    | aria.com.au |
| Vereinigtes Königreich (BPI)                                                                 | Silber1 | 2× Gold2 | 2× Platin2 | 1.000.000 | bpi.co.uk   |
| Insgesamt                                                                                    | Silber1 | 2× Gold2 | 3× Platin3 |           |             |